# یواس‌اس ویرجینیا (اس‌پی-۲۷۴)
یواس‌اس ویرجینیا (اس‌پی-۲۷۴) (به انگلیسی: USS Virginia (SP-274)) یک کشتی بود که طول آن ۹۸ فوت ۴ اینچ (۲۹٫۹۷ متر) بود. این کشتی در سال ۱۹۱۰ ساخته شد.